# Sergio Santander
Sergio Santander Benavente (Arica, 5 de marzo de 1954-Santiago, 26 de septiembre de 1987), deportivamente conocido como El Loco, fue un piloto de automovilismo chileno. Fue campeón nacional de Fórmula 3 en 1981. Era hijo del expresidente del COCh, Sergio Santander Fantini.

## Biografía
Fue hijo de Sergio Santander Fantini y de Berta Benavente. Era el mayor de seis hermanos y sus estudios de Enseñanza Básica los cursó en el Colegio del Verbo Divino, mientras que los de Enseñanza Media los realizó en el Colegio San Marcos (Arica). Desde niño estuvo ligado al mundo del motor y a los deportes, ya que su padre fue un destacado piloto de Turismo Carretera en la década de 1960. Estaba casado con la exMiss Playas y Piscinas de Arica, Verónica Saba y tenía una hija, Estefanía, nacida en 1983.

### Comienzos en el automovilismo
Con 12 años comenzó a correr en karting, destacándose por su estilo, que le valió ser campeón varias veces. Junto con Eliseo Salazar fue becado para incursionar en el automovilismo argentino en 1977. Regresó al año siguiente a Chile, donde debutó en la Fórmula 4 el 9 de abril de 1978 en el desaparecido Autódromo Las Vizcachas. Esa misma temporada y la siguiente -de 1979- obtuvo  sendos subcampeonatos, secundado a los monarcas Juan Carlos Ridolfi y Santiago Bengolea, respectivamente.
En 1980 corrió solo cuatro fechas y en 1981 sería una de sus mejores temporadas, al titularse campeón de la Fórmula 4 bajo la escudería Viceroy-Chiletabacos, después de 18 fechas.

### Competición internacional y problemas económicos
La temporada 1982 fue la del debut en el automovilismo internacional, tras disputar las 12 horas de Sebring a bordo de un Mazda RX-7 y competir en la naciente Fórmula 2 Codasur en el Autódromo Internacional de Tarumã, en Brasil, donde logró el mejor tiempo en las pruebas de la Clase A. En Chile, compitió en la Fórmula 4 y en la serie Potenciados 2000 a bordo de un Renault Fuego, ambos autos oficiales de Renault Chile, ocupando el cuarto puesto con el monoplaza y titulándose campeón en la serie carrozada.
En 1983 incursiona media temporada en la Fórmula 2 Codasur, bajo el equipo oficial de Renault Argentina y en la Fórmula 4 chilena en el equipo Bujías Champion. Al año siguiente volvió a ver participación en la Fórmula 2 Codasur y en la Fórmula 3 chilena bajo el equipo AKAI, ganando una fecha y quedando en el noveno lugar de la clasificación general. En 1985 también participó en la Fórmula 3 chilena, nuevamente bajo el equipo AKAI-Loctite, a bordo de un VESA-Renault, pero no puntuó. En 1986 no compitió, ya que no pudo conseguir auspicios.

### Vuelta a la competición
La temporada 1987 se produjo su retorno a las pistas, esta vez en la Fórmula 3 y bajo el patrocinio de Whisky J&B-Licores Despouy. Tuvo como compañero a Martín Ferrer, un piloto con gran experiencia en categorías de turismo. La temporada la inició con un accidente en el circuito de la Base Aérea de Quintero, donde iba punteando la mayor parte de una accidentada carrera, pero al frenar tardíamente en la zona trabada chocó con unas barreras de contención, sin sufrir consecuencias físicas. En la segunda fecha consiguió el séptimo lugar y, en la tercera fecha, el segundo lugar, por detrás de su coequipo Martín Ferrer. Ambas pruebas se disputaron en Las Vizcachas.
En la cuarta fecha celebrada en la Base Aérea de El Bosque, el 25 de abril, logró la primera victoria de la temporada. Más tarde, el 16 de mayo, se disputó la quinta fecha nuevamente en Las Vizcachas, donde hiló otro triunfo, aventajando a su coequipo Martín Ferrer.
La sexta fecha se disputaría junto a su gente, en la ciudad de Arica, en el circuito Costanera San Martín. Allí sin embargo, abandonó por problemas mecánicos. Luego de dos meses de receso forzado -a causa de los temporales de lluvia que afectaron a la zona central desde fines de junio a principios de agosto- la Fórmula 3 disputó la séptima fecha en Las Vizcachas el 22 de agosto. Sergio Santander pudo sacarse entonces la espina de no haber ganado en Arica, imponiéndose a metros de finalizar a Giuseppe Bacigalupo.

### Accidente fatal
El 26 de septiembre se disputaba la octava fecha en Las Vizcachas. Llegaba con 34 puntos en la clasificación general, siendo el puntero absoluto. Largó en el sexto lugar y comenzó a superar rivales, hasta la vuelta 15 cuando protagonizó un trompo al pisar una mancha de aceite. Quedó en octava posición. En el giro 22 ya había avanzado hasta la cuarta posición, cuando comenzó un disputado duelo por el tercer lugar frente a su amigo Gonzalo Alcalde. Santander intentaba una y otra vez superar a Alcalde. 
Al enfrentar el primer frenaje de la vuelta 31, la rueda trasera derecha del auto de Santander topó con el pontón izquierdo del coche de Alcalde, pero ambos controlaron sus monoplazas y conservaron las posiciones. Siguiendo el duelo y esta vez a la recta principal, justo antes de iniciar el giro 32, los autos de Santander y Alcalde se engancharon, impactando ambos violentamente contra un muro de ladrillos a 192 km/h. Santander fue el más perjudicado, al levantarse la carlinga que cubría su auto (en el fondo, recibió el impacto con los fierros que componían la estructura de su auto). No pudo ser sacado del vehículo sino hasta transcurridos 35 minutos. Bajo la mirada de pilotos, mecánicos, dirigentes, aficionados y de su madre -la señora Berta Benavente, quien le tomó la cabeza, mientras suplicaba que lo salvaran- todos de algún modo trataron de ayudar en el rescate. Sergio Santander fue enviado en helicóptero hasta la Clínica Las Condes, pero falleció camino al centro asistencial a causa de un paro cardíaco producto de las graves heridas.

## Homenajes en su memoria
En la fecha siguiente, los pilotos le brindaron un primer homenaje al son del clarín. Fue su propia madre la que recibió las condolencias. Al finalizar la temporada se realizó una última fecha en su honor, instancia en la que recibió otro homenaje. En esta ocasión fue su esposa Verónica Saba quien recibió las condolencias de parte de la familia de la Fórmula 3.
Al final de la temporada, quedó ubicado post mortem en el tercer lugar, con 37 puntos (los últimos 3 puntos que consiguió, fueron los de ese fatídico 26 de septiembre). Desde 1988 se entregó el premio Sergio Santander Benavente a la caballerosidad deportiva, que en 1992 ganó Gonzalo Alcalde, el otro piloto involucrado en el accidente.
Desde 2000, un autódromo ubicado en su Arica natal lleva su nombre a modo de homenaje.
Además, el Autódromo Las Vizcachas levantó un monolito en su memoria.